# Озренски партизански одред (БиХ)
Озренски партизански народноослободилачки партизански (НОП) одред формиран је крајем августа 1941. године од устаничких група из села на подручју планине Озрена, код Добоја и планине Требаве. Приликом формирања имао је три чете и један вод са око 500 бораца, од којих нису били сви наоружани. Пошто се налазио под командом Оперативног штаба за тузланску област био је у почетку устанка називан и Други батаљон НОП одреда Тузланске области.
Приликом формирања одреда Штаб одреда су сачињавали — командант Тодор Вујасиновић, политички комесар Пашага Манџић, заменик команданта Тодор Панић, бивши подофицир Југословенске војске. Одмах је била формирана и болница одреда, а њен руководилац је била Душанка Вајић, учитељица из Трбука.

## Борбени пут Одреда
Од самог формирања одред се истицао честим нападима на непријатељска упоришта и комуникације у долинама река Босне, Спрече и Криваје. Убрзо по формирању, 23. августа 1941. у садејству са другим јединицама, које су биле под командом Штаба за тузланску област, учествовао је у нападу на Добој и Маглај, као и у заплени муниције коју је непријатељ складиштио у шећерани у Усори. У новембру је нарастао на четири батаљона и у то време скоро потпуно паралисао саобраћај на комуникацијама у добојско-озренском подручју. Водио је и борбе са Немцима и усташама — 10. новембра на прузи Добој—Маглај, 14. новембра на прузи Добој—Тузла, 16. новембра у близини села Липца, код Добоја.
Да бих уништиле Озренски партизански одред јаке усташко-домобранске снаге, уз подршку артиљерије, су 3. децембра започеле офанзиву из долина река Босне и Спрече. У овој офанзиви, која је трајала до 12. децембра, одред је претрпео знатне губитке од око 120 рањених и убијених бораца. Поред тешких губитака, одред је успео да опстане на својој територији. Нова офанзива покренута против Одреда уследила је 9. јануара 1942, када су домобранске јединице, потпомогнуте деловима 750. пука немачке 718. пешадијске дивизије поново покушале да униште одред. Од 29. јануара до 4. фебруара одред је водио тешке борбе, са јаким немачким (два пука 718. дивизије и један пук 342. дивизије) и усташко-домобранским снагама, успевши да избегне окружење. У овим борбама имао је око 70 погинулих и 100 рањених бораца.
После завршетка офанзиве одред је у кратком времену успео да поврати изгубљену територију, али тада запада у велику политичку кризу. У овом периоду је дошло до оштрих подела између партизана и четника у источној Босни. Борачка маса, састављена углавном од сељака, подлегла је тада четничкој пропаганди. Томе је у прилог ишла и оштра зима 1941/42. године. Покушај да се на војно-политичком саветовању представника Озренског партизанског одреда избегне криза и спасе Народноослободилачки покрет (НОП), пропала је 18. априла 1942. када су четнички елементи у Одреду извршили пуч и напали Први источнобосански пролетерски батаљон и уништили једну његову чету. Овај батаљон је успео да одбије четнике, али је сутрадан био присиљен да са Штабом одреда и нешто бораца, напусти Озрен и пређе на територију под контролом Зеничког партизанског одреда. Овим је Озренски партизански одред престао да постоји, а део његовог људства је био укључен у тада формирани Трећи ударни батаљон.

### Хусинска рударска партизанска чета
У оквиру Озренског партизанског одреда налазила се и Хусинска рударска партизанска чета, састављена од рудара из рудника Креке и места Хусино, код Тузле. Ова чета је била формирана крајем августа 1941. од бораца-рудара који су се већ налазили у Одреду и веће групе бораца која је тада дошла у партизане. Наиме, пошто је на почетку устанка, било јако тешко доћи до наоружања и друге војне опреме, група рудара Хрвата, предвођена Петром Миљановићем и Ивом Бојанићем, а у договору са Обласним комитетом КПЈ за Тузлу, пријавила се у Усташки табор у Букињу. После извесног времена проведених у усташама, где су добили униформе, оружје и муницију, они су прешли у партизане.
Међу борцима ове чете био је и рудар Пејо Марковић (1920—1941), у чију је част борац Милош Поповић Ђурин, испевао познату партизанску песму „Коњух планином”. Такође један од бораца ове чете је био и Мијо Керошевић, синовац познатог рудара Јуре Керошевића, који је био један од вођа познате Хусинске буне из 1920. године. Од свих рудара-бораца ове чете једино је Мијо дочекао крај рата. Неколико бораца ове чете проглашено је за народне хероје.

## Народни хероји Озренски одреда
Неки од бораца Озренског народноослободилачког партизанског одреда који су одликовани Орденом народног хероја:
- Перо Босић, борац одреда
- Петар Докић, политички комесар батаљона
- Јосип Јовановић, политички радник у одреду
- Мијо Керошевић, борац Рударске чете
- Милош Купрес, командир Рударске чете у Ударном батаљону
- Симо Лукић, политички комесар одреда
- Пашага Манџић, први политички комесар одреда
- Пејо Марковић, борац бригаде
- Петар Миљановић, политички комесар Рударске чете
- Тодор Панић, заменик команданта одреда